# Tomas Alberio
Tomas Alberio es un ciclista italiano. Nació en Bussolengo (Provincia de Verona) el 31 de marzo de 1989. Pasó a  profesionales en 2011, cuando debutó en el equipo Geox-TMC. Tras la desaparición de este, volvió a recalificarse amateur en 2012 en el equipo Team Idea 2010. 
Como amateur ha ganado las carreras profesionales del Trofeo Edil C (en 2009) y el Gran Premio Industrias del Mármol y 
el Tour de Río (más 2 etapas) en 2010.

## Palmarés
2010
- Tour de Río, más 2 etapas
- Gran Premio Industrias del Mármol

## Equipos
- Geox-TMC (2011)